# Délit de fuite (téléfilm)
Pour les articles homonymes, voir Délit de fuite (homonymie).
Pour plus de détails, voir Fiche technique et Distribution.
Délit de fuite est un téléfilm français réalisé par Thierry Binisti et diffusé en 2012 sur France 2.
Il s'agit de l'adaptation du roman éponyme de Christophe Léon.

## Synopsis
Paul Lecoeur vient chez son ex-épouse Cécile pour chercher son fils Sébastien, 15 ans, afin de l'emmener avec lui à la campagne pour le week-end. Pressé d'arriver, il roule trop vite à la nuit tombée et percute de plein fouet une silhouette qui sort d'une auto stationnée sur le bas côté. Malgré l'insistance de son fils, le père refuse de s'arrêter et nie l'existence de l'accident, avant d'incendier son véhicule dans une forêt et déposer plainte pour vol de celui-ci. Sébastien, traumatisé par cet événement n'accepte pas le déni de son père.

## Fiche technique
- Titre original : Délit de fuite
- Réalisation : Thierry Binisti
- Scénario : Julie Jézéquel, d'après le roman éponyme de Christophe Léon
- Montage :Dominique Bouilleret
- Son :Éric Masson
- Musique : Thierry Westermeyer
- Société de production : merlin production
- Producteurs : François Aramburu
 Pascal Fontanille
- Pays d’origine : France
- Langue : Français
- Durée : 90 minutes
- Genre : drame
- Dates de première diffusion : 2012

## Distribution
- Éric Cantona : Paul Lecoeur
- Jérémie Duvall : Sébastien Lecoeur
- Tom Hudson : Loïc
- Mathilda May : Cécile
- Isabelle Candelier : Francine

## Récompenses
- Prix du meilleur espoir masculin au festival de La Rochelle, en 2013, pour Tom Hudson[1]
- Laurier 2014 de la télévision et de la radio catégorie Civisme et Grandes causes[2]